# Bakemonogatari
Bakemonogatari (化物語?) es una novela ligera japonesa escrita por Nisio Isin e ilustrada por el ilustrador taiwanés Vofan. Es el primer y segundo volumen de la saga de novelas Monogatari escritas por Nishio Ishin. Una adaptación a serie de anime realizada por Shaft y dirigida por Akiyuki Shinbo se emitió entre julio y septiembre de 2009. Tres episodios más se emitieron en línea en la web oficial entre noviembre de 2009 y junio de 2010. Namco Bandai Games desarrolló una novela visual basada en el anime y lanzada el 23 de agosto de 2012.
La etimología del nombre proviene de bakemono (化物, fantasma o monstruo) y monogatari (物語, historia).

## Argumento
Bakemonogatari se centra en Koyomi Araragi, un estudiante de tercer año de instituto que es ahora casi humano después de haber sido vampiro por un tiempo. Un día, una compañera de clase llamada Hitagi Senjōgahara, quien nunca habla con nadie, cae desde una alta escalera en los brazos de Koyomi. Él descubre que Hitagi no pesa casi nada, una contradicción física. A pesar de ser amenazado por ella, Araragi le ofrece su ayuda, y la presenta a Meme Oshino, un hombre excéntrico de mediana edad viviendo en un edificio abandonado que le ayudó a dejar de ser un vampiro.
La serie tiende a presentar a una protagonista nueva en cada arco (constituidos en promedio por tres capítulos cada uno), cada una teniendo problemas con una "excentricidad" diferente. La mayoría de ellas posee un artículo que simboliza al ente con quien deben lidiar, como la engrapadora de Hitagi-representando la tenaza de un cangrejo, la mochila de Mayoi representando el caparazón de un caracol, los shorts de licra de Suruga-Sarumata (猿股?, la ropa interior tradicional japonesa, 'SARU' significa mono) y la gran gorra y la chaqueta holgada de Nadeko representando la cabeza y la piel de una serpiente. Los acontecimientos de los capítulos anteriores juegan un papel importante en los subsecuentes. La serie se enfoca principalmente en las conversaciones entre sus personajes; las cuales contienen algunas parodias hacia otras series, así como el tradicional juego de palabras y el metahumor característico de Nishio Ishin.

## Novela ligera
| #  | Título                                   | Fecha de publicación   | ISBN                   | Historias                                           | Primera aparición                         |
| -- | ---------------------------------------- | ---------------------- | ---------------------- | --------------------------------------------------- | ----------------------------------------- |
|    |                                          |                        |                        |                                                     |                                           |
| 01 | Bakemonogatari (volumen 1) (化物語(上)?) | 1 de noviembre de 2006 | ISBN 978-4-06-283602-9 | "Cangrejo Hitagi" (ひたぎクラブ Hitagi Kurabu?)     | Edición de septiembre de 2005 de Mephisto |
| 01 | Bakemonogatari (volumen 1) (化物語(上)?) | 1 de noviembre de 2006 | ISBN 978-4-06-283602-9 | "Caracol Mayoi" (まよいマイマイ Mayoi Maimai?)      | Edición de enero de 2006 de Mephisto      |
| 01 | Bakemonogatari (volumen 1) (化物語(上)?) | 1 de noviembre de 2006 | ISBN 978-4-06-283602-9 | "Mono Suruga" (するがモンキー Suruga Monkī?)        | Edición de mayo de 2006 de Mephisto       |
|    |                                          |                        |                        |                                                     |                                           |
| 02 | Bakemonogatari (volumen 2) (化物語(下)?) | 1 de diciembre de 2006 | ISBN 978-4-06-283607-4 | "Serpiente Nadeko" (なでこスネイク Nadeko Suneiku?) | Historias nuevas                          |
| 02 | Bakemonogatari (volumen 2) (化物語(下)?) | 1 de diciembre de 2006 | ISBN 978-4-06-283607-4 | "Gato Tsubasa" (つばさキャット Tsubasa Kyatto?)     | Historias nuevas                          |

## Anime
La serie de anime fue anunciada en abril de 2008 y comenzó a transmitirse el 3 de julio de 2009 en Tokyo MX. La serie es parte del Proyecto de Anime de Nisio Isin por parte de Kodansha y es producido por Shaft, dirigido por Akiyuki Shinbo con la asistencia de Tatsuya Oishi, escrito por Fuyashi Tō y con el diseño de personajes por parte de Akio Watanabe basado en los conceptos originales Vofan. La música para las series es producida por Satoru Kōsaki bajo a supervisión de Yota Tsuruoka. La serie fue programada para 15 episodios, pero solo se transmitieron los primeros 12. Los episodios restantes fueron distribuidos en el sitio web oficial, el episodio final salió al aire el 25 de junio de 2010.
|    |                                                                             |                   |                              |  |  |  |  |  |  |  |  |  |  |  |  |  |  |  |  |  |  |  |  |  |  |  |  |  |  |  |  |  |  |  |  |  |  |  |  |  |  |  |  |  |  |  |  |  |  |  |  |  |  |  |  |  |  |  |  |  |  |  |  |  |  |  |  |  |  |  |  |  |  |  |  |  |  |  |  |  |  |  |  |  |  |  |  |  |  |  |  |  |  |  |  |  |  |  |  |  |  |  |  |  |  |  |  |  |  |  |  |  |  |  |  |  |  |  |  |  |  |  |  |  |  |  |  |  |  |  |  |  |  |  |  |  |  |  |  |  |  |  |  |  |  |  |  |  |  |
| 01 | Cangrejo Hitagi Parte 1 "Hitagi Kurabu Sono Ichi" (ひたぎクラブ 其の壹)     | Vofan             | 3 de julio de 2009           |  |  |  |  |  |  |  |  |  |  |  |  |  |  |  |  |  |  |  |  |  |  |  |  |  |  |  |  |  |  |  |  |  |  |  |  |  |  |  |  |  |  |  |  |  |  |  |  |  |  |  |  |  |  |  |  |  |  |  |  |  |  |  |  |  |  |  |  |  |  |  |  |  |  |  |  |  |  |  |  |  |  |  |  |  |  |  |  |  |  |  |  |  |  |  |  |  |  |  |  |  |  |  |  |  |  |  |  |  |  |  |  |  |  |  |  |  |  |  |  |  |  |  |  |  |  |  |  |  |  |  |  |  |  |  |  |  |  |  |  |  |  |  |  |  |  |
| 02 | Cangrejo Hitagi Parte 2 "Hitagi Kurabu Sono Ni" (ひたぎクラブ 其の貳)       | Iruka Shiomiya    | 10 de julio de 2009          |  |  |  |  |  |  |  |  |  |  |  |  |  |  |  |  |  |  |  |  |  |  |  |  |  |  |  |  |  |  |  |  |  |  |  |  |  |  |  |  |  |  |  |  |  |  |  |  |  |  |  |  |  |  |  |  |  |  |  |  |  |  |  |  |  |  |  |  |  |  |  |  |  |  |  |  |  |  |  |  |  |  |  |  |  |  |  |  |  |  |  |  |  |  |  |  |  |  |  |  |  |  |  |  |  |  |  |  |  |  |  |  |  |  |  |  |  |  |  |  |  |  |  |  |  |  |  |  |  |  |  |  |  |  |  |  |  |  |  |  |  |  |  |  |  |  |
| 03 | Caracol Mayoi Parte 1 "Mayoi Maimai Sono Ichi" (まよいマイマイ 其ノ壹)      | Jin Kobayashi     | 17 de julio de 2009          |  |  |  |  |  |  |  |  |  |  |  |  |  |  |  |  |  |  |  |  |  |  |  |  |  |  |  |  |  |  |  |  |  |  |  |  |  |  |  |  |  |  |  |  |  |  |  |  |  |  |  |  |  |  |  |  |  |  |  |  |  |  |  |  |  |  |  |  |  |  |  |  |  |  |  |  |  |  |  |  |  |  |  |  |  |  |  |  |  |  |  |  |  |  |  |  |  |  |  |  |  |  |  |  |  |  |  |  |  |  |  |  |  |  |  |  |  |  |  |  |  |  |  |  |  |  |  |  |  |  |  |  |  |  |  |  |  |  |  |  |  |  |  |  |  |  |
| 04 | Caracol Mayoi Parte 2 "Mayoi Maimai Sono Ni" (まよいマイマイ 其ノ貳)        | Miki Yoshikawa    | 24 de julio de 2009          |  |  |  |  |  |  |  |  |  |  |  |  |  |  |  |  |  |  |  |  |  |  |  |  |  |  |  |  |  |  |  |  |  |  |  |  |  |  |  |  |  |  |  |  |  |  |  |  |  |  |  |  |  |  |  |  |  |  |  |  |  |  |  |  |  |  |  |  |  |  |  |  |  |  |  |  |  |  |  |  |  |  |  |  |  |  |  |  |  |  |  |  |  |  |  |  |  |  |  |  |  |  |  |  |  |  |  |  |  |  |  |  |  |  |  |  |  |  |  |  |  |  |  |  |  |  |  |  |  |  |  |  |  |  |  |  |  |  |  |  |  |  |  |  |  |  |
| 05 | Caracol Mayoi Parte 3 "Mayoi Maimai Sono San" (まよいマイマイ 其ノ參)       | Hiro Mashima      | 31 de julio de 2009          |  |  |  |  |  |  |  |  |  |  |  |  |  |  |  |  |  |  |  |  |  |  |  |  |  |  |  |  |  |  |  |  |  |  |  |  |  |  |  |  |  |  |  |  |  |  |  |  |  |  |  |  |  |  |  |  |  |  |  |  |  |  |  |  |  |  |  |  |  |  |  |  |  |  |  |  |  |  |  |  |  |  |  |  |  |  |  |  |  |  |  |  |  |  |  |  |  |  |  |  |  |  |  |  |  |  |  |  |  |  |  |  |  |  |  |  |  |  |  |  |  |  |  |  |  |  |  |  |  |  |  |  |  |  |  |  |  |  |  |  |  |  |  |  |  |  |
| 06 | Mono Suruga Parte 1 "Suruga Monkī Sono Ichi" (するがモンキー 其ノ壹)        | Seiko Erisawa     | 8 de agosto de 2009          |  |  |  |  |  |  |  |  |  |  |  |  |  |  |  |  |  |  |  |  |  |  |  |  |  |  |  |  |  |  |  |  |  |  |  |  |  |  |  |  |  |  |  |  |  |  |  |  |  |  |  |  |  |  |  |  |  |  |  |  |  |  |  |  |  |  |  |  |  |  |  |  |  |  |  |  |  |  |  |  |  |  |  |  |  |  |  |  |  |  |  |  |  |  |  |  |  |  |  |  |  |  |  |  |  |  |  |  |  |  |  |  |  |  |  |  |  |  |  |  |  |  |  |  |  |  |  |  |  |  |  |  |  |  |  |  |  |  |  |  |  |  |  |  |  |  |
| 07 | Mono Suruga Parte 2 "Suruga Monkī Sono Ni" (するがモンキー 其ノ貮)          | Koge-Donbo        | 21 de agosto de 2009         |  |  |  |  |  |  |  |  |  |  |  |  |  |  |  |  |  |  |  |  |  |  |  |  |  |  |  |  |  |  |  |  |  |  |  |  |  |  |  |  |  |  |  |  |  |  |  |  |  |  |  |  |  |  |  |  |  |  |  |  |  |  |  |  |  |  |  |  |  |  |  |  |  |  |  |  |  |  |  |  |  |  |  |  |  |  |  |  |  |  |  |  |  |  |  |  |  |  |  |  |  |  |  |  |  |  |  |  |  |  |  |  |  |  |  |  |  |  |  |  |  |  |  |  |  |  |  |  |  |  |  |  |  |  |  |  |  |  |  |  |  |  |  |  |  |  |
| 08 | Mono Suruga Parte 3 "Suruga Monkī Sono San" (するがモンキー 其ノ參)         | Hekiru Hikawa     | 28 de agosto de 2009         |  |  |  |  |  |  |  |  |  |  |  |  |  |  |  |  |  |  |  |  |  |  |  |  |  |  |  |  |  |  |  |  |  |  |  |  |  |  |  |  |  |  |  |  |  |  |  |  |  |  |  |  |  |  |  |  |  |  |  |  |  |  |  |  |  |  |  |  |  |  |  |  |  |  |  |  |  |  |  |  |  |  |  |  |  |  |  |  |  |  |  |  |  |  |  |  |  |  |  |  |  |  |  |  |  |  |  |  |  |  |  |  |  |  |  |  |  |  |  |  |  |  |  |  |  |  |  |  |  |  |  |  |  |  |  |  |  |  |  |  |  |  |  |  |  |  |
| 09 | Serpiente Nadeko Parte 1 "Nadeko Suneiku Sono Ichi" (なでこスネイク 其ノ壹) | Machiko Kyō       | 4 de septiembre de 2009      |  |  |  |  |  |  |  |  |  |  |  |  |  |  |  |  |  |  |  |  |  |  |  |  |  |  |  |  |  |  |  |  |  |  |  |  |  |  |  |  |  |  |  |  |  |  |  |  |  |  |  |  |  |  |  |  |  |  |  |  |  |  |  |  |  |  |  |  |  |  |  |  |  |  |  |  |  |  |  |  |  |  |  |  |  |  |  |  |  |  |  |  |  |  |  |  |  |  |  |  |  |  |  |  |  |  |  |  |  |  |  |  |  |  |  |  |  |  |  |  |  |  |  |  |  |  |  |  |  |  |  |  |  |  |  |  |  |  |  |  |  |  |  |  |  |  |
| 10 | Serpiente Nadeko Parte 2 "Nadeko Suneiku Sono Ni" (なでこスネイク 其ノ貮)   | Akiman            | 11 de septiembre de 2009     |  |  |  |  |  |  |  |  |  |  |  |  |  |  |  |  |  |  |  |  |  |  |  |  |  |  |  |  |  |  |  |  |  |  |  |  |  |  |  |  |  |  |  |  |  |  |  |  |  |  |  |  |  |  |  |  |  |  |  |  |  |  |  |  |  |  |  |  |  |  |  |  |  |  |  |  |  |  |  |  |  |  |  |  |  |  |  |  |  |  |  |  |  |  |  |  |  |  |  |  |  |  |  |  |  |  |  |  |  |  |  |  |  |  |  |  |  |  |  |  |  |  |  |  |  |  |  |  |  |  |  |  |  |  |  |  |  |  |  |  |  |  |  |  |  |  |
| 11 | Gata Tsubasa Parte 1 "Tsubasa Kyatto Sono Ichi" (つばさキャット 其ノ壹)     | Daisuke Nishijima | 18 de septiembre de 2009     |  |  |  |  |  |  |  |  |  |  |  |  |  |  |  |  |  |  |  |  |  |  |  |  |  |  |  |  |  |  |  |  |  |  |  |  |  |  |  |  |  |  |  |  |  |  |  |  |  |  |  |  |  |  |  |  |  |  |  |  |  |  |  |  |  |  |  |  |  |  |  |  |  |  |  |  |  |  |  |  |  |  |  |  |  |  |  |  |  |  |  |  |  |  |  |  |  |  |  |  |  |  |  |  |  |  |  |  |  |  |  |  |  |  |  |  |  |  |  |  |  |  |  |  |  |  |  |  |  |  |  |  |  |  |  |  |  |  |  |  |  |  |  |  |  |  |
| 12 | Gata Tsubasa Parte 2 "Tsubasa Kyatto Sono Ni" (つばさキャット 其ノ貮)       | Hajime Ueda       | 25 de septiembre de 2009     |  |  |  |  |  |  |  |  |  |  |  |  |  |  |  |  |  |  |  |  |  |  |  |  |  |  |  |  |  |  |  |  |  |  |  |  |  |  |  |  |  |  |  |  |  |  |  |  |  |  |  |  |  |  |  |  |  |  |  |  |  |  |  |  |  |  |  |  |  |  |  |  |  |  |  |  |  |  |  |  |  |  |  |  |  |  |  |  |  |  |  |  |  |  |  |  |  |  |  |  |  |  |  |  |  |  |  |  |  |  |  |  |  |  |  |  |  |  |  |  |  |  |  |  |  |  |  |  |  |  |  |  |  |  |  |  |  |  |  |  |  |  |  |  |  |  |
| 13 | Gata Tsubasa Parte 3 "Tsubasa Kyatto Sono San" (つばさキャット 其ノ參)      | Rin Nadeshiko     | 3 de noviembre de 2009 (ONA) |  |  |  |  |  |  |  |  |  |  |  |  |  |  |  |  |  |  |  |  |  |  |  |  |  |  |  |  |  |  |  |  |  |  |  |  |  |  |  |  |  |  |  |  |  |  |  |  |  |  |  |  |  |  |  |  |  |  |  |  |  |  |  |  |  |  |  |  |  |  |  |  |  |  |  |  |  |  |  |  |  |  |  |  |  |  |  |  |  |  |  |  |  |  |  |  |  |  |  |  |  |  |  |  |  |  |  |  |  |  |  |  |  |  |  |  |  |  |  |  |  |  |  |  |  |  |  |  |  |  |  |  |  |  |  |  |  |  |  |  |  |  |  |  |  |  |
| 14 | Gata Tsubasa Parte 4 "Tsubasa Kyatto Sono Yon" (つばさキャット 其ノ肆)      | Hikaru Nakamura   | 23 de febrero de 2010 (ONA)  |  |  |  |  |  |  |  |  |  |  |  |  |  |  |  |  |  |  |  |  |  |  |  |  |  |  |  |  |  |  |  |  |  |  |  |  |  |  |  |  |  |  |  |  |  |  |  |  |  |  |  |  |  |  |  |  |  |  |  |  |  |  |  |  |  |  |  |  |  |  |  |  |  |  |  |  |  |  |  |  |  |  |  |  |  |  |  |  |  |  |  |  |  |  |  |  |  |  |  |  |  |  |  |  |  |  |  |  |  |  |  |  |  |  |  |  |  |  |  |  |  |  |  |  |  |  |  |  |  |  |  |  |  |  |  |  |  |  |  |  |  |  |  |  |  |  |
| 15 | Gata Tsubasa Parte 5 "Tsubasa Kyatto Sono Go" (つばさキャット 其ノ伍)       | Watanabe Akio     | 25 de junio de 2010 (ONA)    |  |  |  |  |  |  |  |  |  |  |  |  |  |  |  |  |  |  |  |  |  |  |  |  |  |  |  |  |  |  |  |  |  |  |  |  |  |  |  |  |  |  |  |  |  |  |  |  |  |  |  |  |  |  |  |  |  |  |  |  |  |  |  |  |  |  |  |  |  |  |  |  |  |  |  |  |  |  |  |  |  |  |  |  |  |  |  |  |  |  |  |  |  |  |  |  |  |  |  |  |  |  |  |  |  |  |  |  |  |  |  |  |  |  |  |  |  |  |  |  |  |  |  |  |  |  |  |  |  |  |  |  |  |  |  |  |  |  |  |  |  |  |  |  |  |  |

### Banda sonora
La música del anime fue compuesta por Satoru Kosaki y consta de 2 CD (Bakemonogatari Music Collection I y Bakemonogatari Music Collection II).
Los openings de este anime están interpretados por las respectivas seiyus de cada personaje principale de cada arco. Los openings son:
1. "staple staple". Interpretado por Chiwa Saito, cubrió el arco Cangrejo Hitagi.
2. "Kaerimichi". Interpretado por Emiri Kato, cubrió el arco Caracol Mayoi.
3. "ambivalent world". Interpretado por Miyuki Sawashiro, cubrió el arco Mono Suruga.
4. "Ren'ai Circulation". Interpretado por Kana Hanazawa, cubrió el arco Serpiente Nadeko
5. "sugar sweet nightmare". Interpretado por Yui Horie, cubrió el arco Gata Tsubasa

Cada uno de los openings fue lanzando junto con los Blu-ray que contenían su respectivo arco, y que además en el CD contenía una pista de Atogatari, salvo por "sugar sweet nightmare", que contenía el primer volumen de Bakemonogatari Music Collection (Bakemonogatari Music Collection I).
El ending se titula "Kimi No Shiranai Monogatari" interpretado por supercell, fue lanzado como sencillo en el 2009 junto la versión instrumental, la versión corta del anime y otras dos canciones de la misma banda.

## CD Drama
Un Drama CD fue lanzado el 3 de agosto de 2009 bajo el nombre de Hyakumonogatari (佰物語) (Cien historias). Consta de 100 historias cortas escritas por el autor de las novelas, Nisio Isin, distribuidas en 97 de las 99 pistas; un opening y un ending con los títulos "Gasshou (omoide no arubamu)" y "Gasshou (arigatou sayounara)", siendo la pista 01 y 99 respectivamente.

## Saga Monogatari

### Orden de Salida Emisión
1. jul 2009 - Bakemonogatari - Anime (15 Capítulos).
2. ene 2012 - Nisemonogatari - Anime (11 Capítulos).
3. dic 2012 - Nekomonogatari (Kuro) - Ova (4 Cortos).
4. jul 2013 - Monogatari Series: Second Season - Anime (26 Capítulos).
5. ago 2014 - Hanamonogatari - Anime (5 Capítulos).
6. dic 2014 - Tsukimonogatari - Anime (4 Capítulos).
7. oct 2015 - Owarimonogatari - Anime - (12 Capítulos).
8. ene 2016 - Koyomimonogatari - Anime - (12 Capítulos).
9. ene 2016 - Kizumonogatari 1 - Película - (Finalizado).
10. ago 2016 - Kizumonogatari 2 - Película - (Finalizado).
11. ene 2017 - Kizumonogatari 3 - Película - (Finalizado).
12. ago 2017 - Owarimonogatari 2nd Season - Anime - (7 Capítulos).
13. mar 2019 - Zoku Owarimonogatari-  anime - (6 capítulos)